# Sinclair Hill
Sinclair Hill (1894–1945) foi um roteirista e diretor de cinema britânico. Ele dirigiu cerca de cinquenta filmes, entre 1920 e 1939. Ele nasceu como George Sinclair-Hill em Londres, em 1894. Ele foi premiado com um O.B.E por suas contribuições no cinema.

## Filmografia selecionada
- The Experiment (1922)
- The Secret Kingdom (1925)
- The Chinese Bungalow (1926)
- The King's Highway (1927)
- Boadicea (1928)
- The Guns of Loos (1928)
- Greek Street (1930)
- Dark Red Roses (1930)
- Such Is the Law (1930)
- The Great Gay Road (1931)
- Other People's Sins (1931)
- A Gentleman of Paris (1931)
- The First Mrs. Fraser (1932)
- The Man from Toronto (1933)
- Britannia of Billingsgate (1933)
- My Old Dutch (1934)
- Hyde Park Corner (1935)
- The Cardinal (1936)
- The Gay Adventure (1936)
- Take a Chance (1937)
- Command Performance (1937)
- Midnight Menace (1937)
- Follow Your Star (1938)